# Афгано-таджикистанские отношения
Афгано-таджикистанские отношения — двусторонние дипломатические отношения между Афганистаном и Таджикистаном. Протяжённость государственной границы между странами составляет 1357 км. Товарооборот (2014 год) — 105,7 млн долларов.

## Сравнительная характеристика
|                     | Таджикистан                                        | Афганистан                                        |
| ------------------- | -------------------------------------------------- | ------------------------------------------------- |
| Население           | 10 000 000                                         | 40 719 234                                        |
| Территория          | 141 400 км²                                        | 652 864 км²                                       |
| Плотность населения | 57,2 чел./км²                                      | 43,5 чел./км²                                     |
| Столица             | Душанбе                                            | Кабул                                             |
| Крупнейший город    | Душанбе                                            | Кабул                                             |
| Правительство       | президентская республика                           | президентская республика                          |
| Язык                | таджикский                                         | пушту и дари                                      |
| Основная религия    | Ислам (суннитского толка)                          | Ислам суннитского толка                           |
| ВВП                 | 8,572 млрд долларов США (1041 $ на душу населения) | 21,39 млрд долларов США (687 $ на душу населения) |
| ИРЧП                | 0,685                                              | 0,478                                             |

## История
Территории этих стран находились под единым контролем в период династий Саманидов, Газневидов и Тимуридов. В 1750 году был подписан Договор о дружбе между афганцем Ахмад-шахом Дуррани и бухарцем Мухаммадом Мурад-беком, река Амударья стала официальной границей Афганистана. Персидский язык широко распространён в обеих странах. В Афганистане проживает больше таджиков, чем в Таджикистане. 15 июня 1992 года дипломатические отношения между странами были официально установлены, Таджикистан открыл посольство в Кабуле, а в начале 2002 года — консульство в Мазари-Шарифе. В 2004 году президент Таджикистана Эмомали Рахмон и Афганистана Хамид Карзай впервые провели официальные переговоры во время прохождения саммита Организации экономического сотрудничества в Душанбе. В апреле 2005 года Рахмон нанес официальный визит в Афганистан.

## Пограничные вопросы
Протяжённость государственной границы между странами составляет примерно 1300 километров, граница проходит по пересечённой местности и плохо защищена. В настоящее время незащищённые участки границы между странами являются серьёзной проблемой для обоих правительств, а также международного сообщества. Граница между странами представляет собой основной маршрут для поставки наркотиков из Афганистана в Россию и Европу. В 2009 году поток поставки наркотиков через границу увеличился из-за нестабильной политической ситуации на севере Пакистана. Транспортное сообщение между странами постепенно восстанавливается с помощью международного сообщества.

## Афгано-таджикская торговля
Кабул играет заметную роль во внешнеторговом обороте среднеазиатской республики: на Афганистан в 2013 году пришлось 8,7 % экспорта и 1,8 % импорта Таджикистана. Таджикистан поставляет в Афганистан в основном электроэнергию, черные металлы, лук, арахис, оборудование, технику. Афганский импорт в Таджикистан представлен минеральными удобрениями, цементом и мандаринами. Афганистан является важным рынком сбыта для Душанбе: в 2013 году товарооборот двух стран составил 232,0 млн долларов, из которых экспорт Таджикистана — 192,2 млн долларов.

## Энергетика
Несколько соглашений было подписано между Афганистаном и Таджикистаном о поставке энергии. В сентябре 2007 года был подписан договор на сумму 500 миллионов долларов США, предметом договора является поставка энергии из Таджикистана и Кыргызстана в Афганистан. Таджикистан и Кыргызстан пытаются развивать свою экономику путём продажи электроэнергии со своих ГЭС в Южную Азию, поставка электроэнергии в Афганистан рассматривается как первый шаг в этом направлении. Афганистан и Таджикистан также достигли договорённости в строительстве ГЭС на реке Пяндж. Строительство финансируется Всемирным банком, Азиатским банком развития и Исламским банком развития.